# Bagu
Bagu is een bestuurslaag in het regentschap Centraal-Lombok van de provincie West-Nusa Tenggara, Indonesië. Bagu telt 12.071 inwoners (volkstelling 2010).